# Puchar Świata w lotach narciarskich 1993/1994
Puchar Świata w lotach narciarskich 1993/1994 – 4. edycja Pucharu Świata w lotach narciarskich (stanowiącego część Pucharu Świata w skokach narciarskich), która została rozegrana 20 marca 1994 w Planicy. 

## Kalendarz zawodów
| Lp.                                                                  | Data                                                                 | Miejscowość                                                          | Punkt K                                                              | Uwagi                                                                | 1. miejsce      | 2. miejsce     | 3. miejsce    |
| -------------------------------------------------------------------- | -------------------------------------------------------------------- | -------------------------------------------------------------------- | -------------------------------------------------------------------- | -------------------------------------------------------------------- | --------------- | -------------- | ------------- |
| —                                                                    | 19 marca 1994                                                        | Planica                                                              | K-185                                                                | MŚL                                                                  | odwołany        | odwołany       | odwołany      |
| 1.                                                                   | 20 marca 1994                                                        | Planica                                                              | K-185                                                                | MŚL                                                                  | Jaroslav Sakala | Espen Bredesen | Roberto Cecon |
| Puchar Świata w lotach narciarskich 1993/1994 – klasyfikacja końcowa | Puchar Świata w lotach narciarskich 1993/1994 – klasyfikacja końcowa | Puchar Świata w lotach narciarskich 1993/1994 – klasyfikacja końcowa | Puchar Świata w lotach narciarskich 1993/1994 – klasyfikacja końcowa | Puchar Świata w lotach narciarskich 1993/1994 – klasyfikacja końcowa | Jaroslav Sakala | Espen Bredesen | Roberto Cecon |

## Klasyfikacja generalna
| Źródło  | Źródło             | Źródło | Źródło |
| Miejsce | Zawodnik           | Punkty |        |
| ------- | ------------------ | ------ | ------ |
| 1.      | Jaroslav Sakala    | 100    |        |
| 2.      | Espen Bredesen     | 80     |        |
| 3.      | Roberto Cecon      | 60     |        |
| 4.      | Christof Duffner   | 50     |        |
| 5.      | Lasse Ottesen      | 45     |        |
| 6.      | Stefan Zünd        | 40     |        |
| 7.      | Toni Nieminen      | 36     |        |
| 8.      | Kurt Børset        | 32     |        |
| 9.      | Jani Soininen      | 29     |        |
| 10.     | Hansjörg Jäkle     | 26     |        |
| 11.     | Takanobu Okabe     | 24     |        |
| 12.     | Janne Ahonen       | 22     |        |
| 13.     | Andreas Goldberger | 20     |        |
| 14.     | Janne Väätäinen    | 18     |        |
| 15.     | Sylvain Freiholz   | 16     |        |
| 16.     | Werner Haim        | 15     |        |
| 17.     | Ivo Pertile        | 14     |        |
| 18.     | Ted Langlois       | 13     |        |
| 19.     | Noriaki Kasai      | 12     |        |
| 20.     | Nicolas Jean-Prost | 11     |        |
| 21.     | Tomáš Goder        | 10     |        |
| 22.     | Jin’ya Nishikata   | 9      |        |
| 23.     | Sepp Zehnder       | 8      |        |
| 24.     | Werner Rathmayr    | 7      |        |
| 25.     | Bruno Reuteler     | 6      |        |
| 26.     | Gerd Siegmund      | 5      |        |
| 27.     | Jakub Sucháček     | 4      |        |
| 28.     | Matjaž Zupan       | 3      |        |
| 29.     | Didier Mollard     | 2      |        |
| 30.     | Matjaž Kladnik     | 1      |        |